# Нова Парафіївка
Нова́ Парафії́вка —  село в Україні, у Берестинському районі Харківської області. Населення становить 733 осіб. Орган місцевого самоврядування — Новопарафіївська сільська рада.
Після ліквідації Кегичівського району 19 липня 2020 року село увійшло до Красноградського (Берестинського) району.

## Географія
Село Нова Парафіївка знаходиться на березі річки Скотова, яка через 8 км впадає в річку Багата. На річці кілька загат.

## Історія
- 1880 - дата заснування. Село засноване переселенцями із с. Парафіївки Чернігівської губернії.

## Економіка
- Молочно-товарна і свино-товарна ферми.
- ПП «ім. ЩОРСА ».

## Об'єкти соціальної сфери
- Школа.
- Клуб.